# Charlotte Wyns
Pour les articles homonymes, voir Wyns (homonymie).
Charlotte Wyns, aussi appelée Charlotte de Bruyn-Wyns, née le 11 janvier 1868 à Paris 11e et morte après 1918, est une artiste lyrique, mezzo-soprano française qui a chanté à l'Opéra-comique.

## Biographie
Charlotte Félicie Wyns naît à Paris en 1868. Elle entre au Conservatoire de Paris en 1891 et étudie avec Eugène Crosti, l'opéra-comique avec Léon Achard et Alfred Giraudet. En juillet 1891, elle remporte le deuxième prix de chant avec l'air de La Reine de Chypre et un deuxième prix d'opéra avec l'air d'Azucena du Trouvère. L'année suivante, elle remporte trois premiers prix : avec Fidès du Prophète pour le chant, Psyché d'Ambroise Thomas pour l'Opéra-Comique, et la scène de la reconnaissance du Prophète pour l'opéra.
Engagée à l'Opéra de Paris, elle doit débuter dans La Favorite. Ses directeurs jugent bon de changer subitement d'avis et lui confient la création de La Déïdamie d'Henri Maréchal. Wyns répète quelque temps cet ouvrage, dans lequel il lui déplaît de se montrer pour la première fois au grand public. Puis, elle rompt avec Bertrand et Campocasso et signe avec Léon Carvalho un engagement avec l'Opéra-Comique et débute le 31 octobre 1893 dans le rôle de Mignon à l'Opéra-Comique, puis dans Carmen, le 5 février 1894.
À Paris, Aix-en-Provence, Trouville, Vichy, Royan, elle joue Le Portrait de Manon, La Vivandière de Benjamin Godard ; Meala de Paul et Virginie ; Charlotte de Werther ; Santuzza de Cavalleria Rusticana ; Divonne de Sapho.
Elle passe l'année 1898 à La Monnaie de Bruxelles et revient en 1899 à l'Opéra-Comique.
En 1899, elle épouse Edmond de Bruyn, docteur en droit à Anvers, avocat à la cour d'appel de Bruxelles, haut commissaire royal pour le Brabant. Ils ont une fille, Nicole, née à Cannes le 27 février 1901,.
Charlotte Wyns chante encore en 1919 à Nice pour un gala de bienfaisance, puis on perd sa trace.

## Répertoire

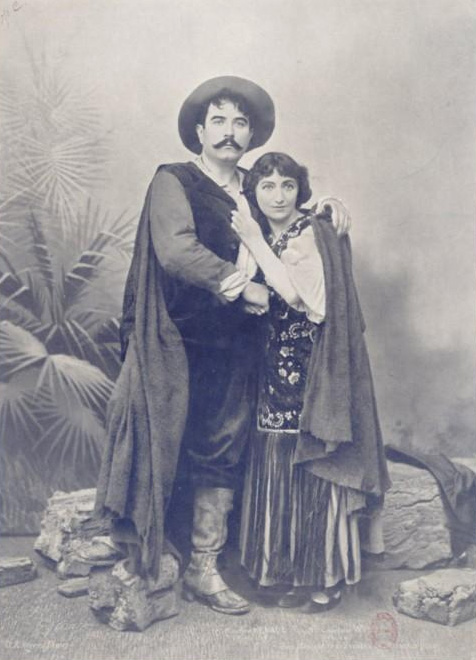
Maurice Renaud et Charlotte Wyns dans Amica représentée aux arènes de Nîmes, 1905

- 1893 : rôle titre de Mignon à l'Opéra-Comique, le 31 octobre 1893.
- 1894 : rôle titre de Carmen à l'Opéra-Comique, le 5 février 1894.
- 1895 : Méala dans Paul et Virginie à l’Opéra-Comique
- 1895 : Benoîte dans Xavière de Théodore Dubois à l’Opéra-Comique[note 2].
- 1895 : Pygmalion dans Galathée de Victor Massé à l’Opéra-Comique
- 1896 : un pâtre dans Le Pardon de Ploërmel à l’Opéra-Comique
- 1896 : Colombine dans Le Dernier Amour à l'opéra de Vichy.
- 1897 : Rose Friquet dans Les Dragons de Villars à l’Opéra-Comique
- 1905 : rôle titre dans Amica de Pietro Mascagni, représentation aux arènes de Nîmes[note 3],[8].

Elle crée de nombreux rôles :
- 1897 : Annette dans Kermaria de Camille Erlanger, 1re représentation à l'Opéra-Comique, 8 février 1897[note 4],[9].
- 1897 : Divonne dans Sapho de Jules Massenet, Opéra-Comique, 27 novembre[10],[11].
- 1898 : La Princesse d'auberge de Jan Blockx à La Monnaie[12].